# Refuge Puscaghja
Il refuge Puscaghja è un rifugio alpino che si trova nel comune di Evisa, in Corsica, a 1.096 m d'altezza nella valle del torrente Aitone. Ha una capienza di 15 posti letto.